# San Gaspar, Jalisco
San Gaspar är en ort i Mexiko.   Den ligger i kommunen Atotonilco el Alto och delstaten Jalisco, i den centrala delen av landet, 400 km väster om huvudstaden Mexico City. San Gaspar ligger 1 565 meter över havet och antalet invånare är 147.
Terrängen runt San Gaspar är kuperad åt nordost, men åt sydväst är den platt. Runt San Gaspar är det ganska tätbefolkat, med 108 invånare per kvadratkilometer. Närmaste större samhälle är Atotonilco el Alto, 12,7 km öster om San Gaspar. I omgivningarna runt San Gaspar växer huvudsakligen savannskog.